# Molophilus setuliferus
Molophilus setuliferus là một loài ruồi trong họ Limoniidae. Chúng phân bố ở miền Australasia.